# Beall Island
Beall Island ist eine 1,8 km lange Insel im Archipel der Windmill-Inseln vor der Budd-Küste des ostantarktischen Wilkeslands. Sie besitzt kleine Buchten an der Ost- und Westküste und liegt 330 m nordwestlich der Mitchell-Halbinsel. 400 m weiter westlich befindet sich die Insel Denison Island.
Die Insel wurde anhand von Luftaufnahmen der US-amerikanischen Operation Highjump (1946–1947) und der Operation Windmill (1947–1948) erstmals kartiert. Das Advisory Committee on Antarctic Names benannte sie nach dem US-amerikanischen Meteorologen James McClenahan Beall (1917–2016) vom United States Weather Bureau, der während der Operation Windmill bei der Erstellung von Wetterprognosen behilflich war.